# Отдельная студенческая рота
Отдельная латышская рота (латыш. Latviešu atsevišķā rota), чаще упоминаемая в литературе как Отдельная студенческая рота (латыш. Atsevišķā studentu rota, после 21 марта 1919 г. 1-я рота 3-го отдельного батальона, латыш. 3. Atsevišķā bataljona 1. rota) была одной из первых латвийских воинских частей, принявших участие в Латвийской войне за независимость в 1919 и 1920 годах.

## Создание
23 ноября 1918 года в Рижской коммерческой школе имени Вилиса Олавса состоялось собрание латвийских студентов, на котором было решено поддержать Народный совет Латвии и Временное правительство Латвии. 29 ноября 1918 года на общем собрании студенческой корпорации Selonija было решено, что все активные члены корпорации должны предоставить себя в распоряжение Министерства обороны Народа. Такое же решение 13 декабря приняла студенческая корпорация Talavija. 16 декабря в коммерческой школе имени В. Олава состоялась вторая студенческая встреча, в которой также принял участие министр национальной обороны Янис Залитис. На этой встрече было решено пригласить всех студентов в состав национальной армии. Селонис, студент химического факультета Балтийского технического университета, Рейнхолдс Мушке предложил создать отдельную студенческую роту. Была создана комиссия, чтобы просить министерство обороны разрешить создание воинской части, в которую могли вступить студенты, а также другие добровольцы.
20 декабря 1918 года приказом министра обороны № 13 было дано указание о создании «отдельной латышской роты» при министерстве, которое будет находиться под непосредственным руководством начальника Генерального штаба. Командиром роты был назначен капитан Николайс Грундманис, адъютантом роты был М. Гайлитис, управляющим хозяйственной частью Ф. Зоммерс. В состав роты входило более 210 человек. Поскольку для создания роты использовалось предложение студенческих корпораций о поступлении на военную службу, около половины роты принадлежали к шести латвийским студенческим корпорациям Lettonia (6), Selonija (51), Lettgallia (1), Talavija (45), Fraternitas Moscoviensis (с 1920 года Fraternitas Lettica) (9) и Latvia (1). В роту также вступили студенты не принадлежащие к студенческим корпорациям, старшеклассники и другие волонтеры.
В отличие от других подразделений, большая часть персонала (студенты, ученики) не имела боевого опыта и военных навыков, поэтому немедленно было организовано их обучение. Первоначально обучение роты проходило в зале Рижского Латвийского общества, но начиная с 27 декабря, обучение роты проходило каждое утро в 10:00 в Экспортном порту около британского военного корабля «Princess Margreth» под руководством британских инструкторов. Поскольку у начальника хозяйственной части, капитана Зоммера, были обширные связи в гражданском обществе, ему удалось обеспечить относительно хорошее обеспечение роты, в том числе - обмундирование в едином стиле, светлые полупальто и шлемы французского стиля. Первоначально вооружение роты состояло из винтовок и нескольких пулемётов, которые были захвачены на складах немецкой армии солдатами 1. Рижской охранной роты и передали Отдельной роте.

## Защита Временного правительства
Когда Временное правительство 2 января 1919 года покинуло Ригу, Студенческой роте было поручено обеспечить государственную безопасность. По разным данным Ригу покинуло от 190 до 216 солдат роты. 5 января рота сопровождала Временное правительство в Лиепаю, куда прибыла 7 января. В Лиепае роту обмундировали в форму образца немецкой армии с национальными знаками, служебными значками отличия и кокардами. В январе 1919 года рота несла гарнизонную службу в Лиепае, охраняла пароход «Саратов», но позже была переведена из Лиепаи в направлении Скуодаса (Литва) для охраны железнодорожных линий и мостов.
В Лиепае были инциденты с немецкой полицией, после которых 12 января была неудачная попытка разоружить роту. Рота разместилась в Каросте, где продолжила обучение.

## Участие в освободительных боях Курземе
В феврале студенческая рота была отправлена в Рудбаржи в распоряжение полковника Оскарса Калпакса, куда рота прибыла 15 февраля. Уже 17 февраля рота попала на фронт . По прибытии на фронт часть была включена в отдельный латвийский батальон как 3-я рота. С 3 марта рота приняла участие в Курземских освободительных боях. 6 марта рота участвовала в инциденте в «Айрите», где пал командир роты капитан Николайс Грундманис. Командиром роты был назначен капитан Артурс Галиндомс. 10 марта рота участвовала в захвате Салдуса, а 21 марта - Яунпилса. 21 марта, когда Латвийский отдельный батальон был переформирован в Латвийскую отдельную бригаду, рота была включена в 3-й отдельный батальон. Некоторое время в составе батальона оставалась только Студенческая рота, и неофициально этот батальон назывался Студенческим батальоном (аналогично батальону Независимости и Цесисскому батальону). 22 марта батальон принял участие в Bateru kaujā, а 24 марта - в боях в районе Klīves pusmuižas. 29 марта в 3. роте была создана отдельная рота, командование которой назначили офицеру Студенческого роты, капитану Паулису Золтсу (так называемая рота Золтса). Капитан А. Галиндомс принял командование батальоном, а капитан Маркс Озолс был назначен командиром студенческой роты. 22 мая студенческая рота в составе батальона приняла участие в битве при Пиньки. 23 мая 3-й отдельный батальон вместе с латвийской отдельной бригадой вступил в Ригу, где некоторое время студенческая рота выполняла гарнизонную службу.

## Участие в освободительных сражениях Латгалии
В конце июня 1919 года Студенческая рота заняла позиции на Латгальском фронте у станции Аташиене. Рота оставался на этих позициях около месяца. За это время всем солдатам Студенческой роты с достаточным образованием было присвоено звание лейтенанта, а большинство солдат было переведено в различные военные учреждения и штабы, а подразделение, дополненное добровольцами и мобилизованными, было переименовано в 1-ю роту 3-го Отдельного батальона. В августе 1919 года 3-й Отдельный батальон был присоединён к 3-му Елгавскому пехотному полку, а бывшую Студенческую роту переименовали в 1-ю роту 3-й Елгавского пехотного полка. 14 января 1931 года 1 роте 3-го Елгавского пехотного полка было присвоено название Отдельная рота.

## Командиры студенческой роты
- Капитан Николайс Грундманис (20 декабря 1918 г. - 6 марта 1919 г.)
- Капитан Артурс Галиндомс (март 1919 г. - 23 марта 1919 г.)
- Капитан Маркус Озолс (23 марта 1919 - 1919)